# Electronika 60
La Electronika 60 (en ruso Электроника 60) era una computadora soviética desarrollada en Vorónezh. Se trataba de un clon de la DEC PDP-11. La unidad lógica principal se encuentra en la tarjeta CPU M2. Con uno de estos computadores Alekséi Pázhitnov desarrolló la versión original de Tetris hacia el año 1984 en la universidad de Moscú.

## Características
- Dimensiones de la placa: 240 x 280 mm
- Longitud de palabra: 16 bit
- Espacio de direcciones: 32K-palabras (64KB)
- Tamaño de la RAM: 4K-palabras (8KB)
- Número de instrucciones: 81
- Velocidad: 250.000 operaciones por segundo
- Capacidad de coma flotante de 32 bits
- Cantidad de chips VLSI: 5